# Max Bandel
Max Bandel (ur. 10 stycznia 1986 w Spirze) – niemiecki wioślarz.

## Osiągnięcia
- Mistrzostwa Świata Juniorów – Banyoles 2004 – ósemka – 3. miejsce[1].
- Mistrzostwa Świata U-23 – Hazewinkel 2006 – ósemka – 2. miejsce[1].
- Mistrzostwa Świata U-23 – Glasgow 2007 – ósemka – 2. miejsce[1].
- Mistrzostwa Europy – Ateny 2008 – ósemka – 4. miejsce[1].